# 바틱 에어 말레이시아의 운항 노선
2020년 4월을 기준으로 바틱 에어 말레이시아는 다음의 노선을 운항 중이다.

## 운항 노선

### 아시아

#### 동아시아
- 중화인민공화국
  - 광저우 - 광저우 바이윈 국제공항
  - 구이양 - 구이양 롱동바오 국제공항
  - 닝보 - 닝보 리스 국제공항
  - 싼야 - 싼야 피닉스 국제공항
  - 슈저우 - 슈저우 관인 국제공항 전세편
  - 시안 - 시안 셴양 국제공항
  - 우한 - 우한 톈허 국제공항
  - 원저우 - 원저우 롱완 국제공항 전세편
  - 정저우 - 정저우 신정 국제공항
  - 창사 - 창사 황화 국제공항
  - 청두 - 청두 솽류 국제공항
  - 충칭 - 충칭 장베이 국제공항
  - 쿤밍 - 쿤밍 창슈이 국제공항
  - 하이커우 - 하이커우 메이란 국제공항
- 홍콩
  - 홍콩 - 홍콩 첵랍콕 국제공항
- 중화민국
  - 타이베이 - 타이완 타오위안 국제공항
- 일본
  - 삿포로 - 신치토세 공항

#### 동남아시아
- 말레이시아
  - 쿠알라룸푸르
    - 술탄 압둘 아지즈 샤 공항 허브
    - 쿠알라룸푸르 국제공항 허브

  - 라부안 - 라부안 공항
  - 랑카위 - 랑카위 국제공항
  - 말라카 - 말라카 국제공항
  - 사다칸 - 사다칸 공항
  - 알로르세타르 - 알로르세타르 공항
  - 이폭 - 술탄 아즐란 샤 공항
  - 조호르바루 - 세나이 국제공항
  - 컬티 - 컬티 공항
  - 코타바루 - 술탄 이스말리 페트라 공항
  - 코타키나발루 - 코타키나발루 국제공항
  - 쿠알라트렝가누 - 술탄 마무드 공항
  - 쿠칭 - 쿠칭 국제공항
  - 타와우 - 타와우 공항
  - 페낭 - 페낭 국제공항
- 미얀마
  - 양곤 - 양곤 국제공항
- 베트남
  - 하노이 - 노이바이 국제공항
  - 다낭 - 다낭 국제공항
  - 호치민 시 - 떤선녓 국제공항
- 싱가포르
  - 싱가포르 - 싱가포르 창이 국제공항
- 인도네시아
  - 자카르타 - 수카르노 하타 국제공항 허브
  - 덴파사르 - 응우라라이 국제공항
  - 바탐 - 항 나딤 국제공항
  - 반다아체 - 술탄 이스칸다무라 국제공항
  - 반둥 - 후세인 사트랑가라 국제공항
  - 페칸바루 - 술탄 샤리프 카심 2세 국제공항
- 캄보디아
  - 프놈펜 - 프놈펜 국제공항
- 태국
  - 방콕 - 돈므앙 국제공항
  - 수랏타니 - 수랏타니 공항
  - 치앙마이 - 치앙마이 국제공항
  - 푸켓 - 푸켓 국제공항
  - 핫야이 - 핫야이 국제공항

#### 남아시아
- 네팔
  - 카트만두 - 트리부반 국제공항
- 방글라데시
  - 다카 - 사잘랄 국제공항
- 스리랑카
  - 콜롬보 - 반다라나이케 국제공항
- 인도
  - 델리 - 인디라 간디 국제공항
  - 뭄바이 - 차트라파티 시바지 국제공항
  - 바라나시 - 랄 바하두르 샤스트리 국제공항
  - 방갈루루 - 방갈루루 국제공항
  - 암리차르 - 스리 구루 람 다스 지 국제공항
  - 코치 - 코친 국제공항
  - 콜카타 - 네타지 수바스 찬드라 보스 국제공항
  - 트리반드룸 - 트리반드룸 국제공항
  - 티루치라팔리 - 티루치라팔리 국제공항

#### 서남아시아
- 파키스탄
  - 라호르 - 알라마 이크발 국제공항

### 오세아니아
- 오스트레일리아
  - 멜버른 - 멜버른 공항
  - 브리즈번 - 브리즈번 공항
  - 시드니 - 시드니 공항
  - 애들레이드 - 애들레이드 공항
  - 크리스마스섬 - 크리스마스 공항 전세편
  - 퍼스 - 러스 공항

## 단항 노선

### 아시아

#### 동아시아
- 중화인민공화국
  - 베이징 - 베이징 수도 국제공항
  - 난닝 - 난닝 우수 국제공항
  - 우시 - 순안 슈오팡 국제공항
- 일본
  - 도쿄 - 나리타 국제공항

#### 동남아시아
- 말레이시아
  - 미리 - 미리 공항
  - 시비우 - 시비우 공항
  - 쿠안탄 - 술탄 하지 아메드 샤 공항
- 인도네시아
  - 메단 - 쿠알라나무 국제공항
  - 시보롱보롱 - 실랑깃 국제공항
- 태국
  - 끄라비 - 끄라비 국제공항

#### 남아시아
- 방글라데시
  - 치타공 - 샤아마낫 국제공항
- 인도
  - 비사카파트남 - 비사카파트남 국제공항
  - 아메다바드 - 사다르 발라브바이 파텔 국제공항

#### 서남아시아
- 사우디아라비아
  - 제다 - 킹 압둘아지즈 국제공항